# 九龍區專線小巴7號線
已停辦的九龍區專線小巴7線，由馬亞木旗下成功運輸營辦，循環來往偉恒昌新邨及尖沙咀東，途經土瓜灣、紅磡及港鐵尖沙咀站。根據運輸署的資料顯示，循環點為尖沙咀東（科學館道），但該處並沒有位置可供設站，最接近的分站位於麼地道巴士總站。
於1983年投入服務的7號線，在千禧年代長期客量不足，連年虧蝕。營辦商藉港鐵觀塘綫延綫通車之契機，申請停辦此路線，使其於2017年1月正式步進歷史。

## 歷史及現況
本路線提供往來偉恒昌新邨、土瓜灣、紅磡往來尖沙咀東的專線小巴服務，是1982年9月10日運輸署公開招標的11組共25條專線小巴路線之一（與16及第一代21K線編為同一組），於1983年5月22日投入服務，循環點設於麼地廣場。
1984年7月7日，本線不再途經麼地廣場（半島中心），改經梳士巴利道、科學館道、加連威老道、加連威老廣場希爾頓中心外的新小巴站、加連威老道、科學館道、麼地道及漆咸道南。
1986年，循環點改為尖沙咀東部公共運輸總站，不入加連威老廣場。
1992年1月1日，因尖沙咀東部公共運輸總站封閉，循環點遷往科學館廣場。
踏入千禧年代，本線客量開始下跌。於是在2002年，與同由瑞發投資營辦之16及16A線一併重新招標，結果由冠榮車行旗下的成功運輸有限公司投得。
2005年6月1日，本線增設與地鐵（尖沙咀站）的八達通轉乘優惠。
可是，此路線知名度較低，沿線車站又缺乏路線資料且車費偏高（停辦前全程收費$7.2，路線相若的九巴5C及28線只需$5.8），因此繁忙時間以外客量一直偏低。
無綫電視節目《東張西望》於2014年曾探討部分馬亞木旗下專綫小巴路線之經營狀況。節目表示路線在早上繁忙時間過後皆客量嚴重偏低。路線官方班次雖列為7-12分鐘一班，實際上有乘客在偉恒昌新邨等候超過15分鐘仍未有此路線小巴開出，更有人因久候而轉搭的士。
根據運輸署於2016年2月尾發表之「配合觀塘綫延綫通車的公共交通服務重組計劃」，此路線每日只有約320人次乘搭，平均每班車次只接載6人，其票務收入未能支付日常營運開支，多年來均嚴重虧損。有見及此，當局建議在港鐵觀塘綫延綫通車後取消此路線。
港鐵觀塘綫延綫通車後，全日僅錄得約350人次乘搭此路線，平均每班車只接載7人，客量持續偏低。因此，運輸署建議於2017年1月底取消此路線。
由於此路線為馬亞木虧蝕最嚴重的專綫小巴路線之一，營辦商已對此路線採取放棄態度，私下削減用車及縮減班次，在非繁忙時間往往只派出1輛小巴行走。觀塘綫延綫通車後，營辦商董事馬僑生表示此路線每天虧蝕4500元，每月更虧蝕十多萬元，所以決定於2017年大年初一停駛，所有用車抽調往九龍區專線小巴16線。
其後，捷輝汽車曾考慮接辦此路線，但稱遭運輸署阻止，並批評署方只在「原有行駛路線重疊和擠塞導致客量不足」和「復辦但修訂路線就可能透過招標程序」之間「遊花園」迴避拖延，導致有關申請在路線停辦時仍未完成，變成需再行招標、程序繁複得多的新線開辦申請。

### 昔日的7號線
- 1978年11月24日：運輸署公開招標8組共26條專綫小巴新路線，此線與第一代4、第一代5及第一代6號線編為同一組。[11]
- 1979年4月23日：第一代7號線投入服務，屬首批投入服務的九龍專綫小巴路線之一。當時來往又一村及紅磡碼頭，每15分鐘一班，收費$1.0，由伊利沙伯醫院起分段收費$0.5。[12]
- 1979年7月：取消服務。

## 服務時間及班次
| 停辦前的時間表   | 停辦前的時間表   |
| 由偉恒昌新邨開出 | 由偉恒昌新邨開出 |
| 服務時間         | 班次（分鐘）     |
| 星期一至六       | 星期一至六       |
| ---------------- | ---------------- |
| 07:00-22:30      | 10-30            |
| 星期日及公眾假期 |                  |
| 08:00-22:00      | 15-30            |

## 用車
此路線開辦時用車6輛，1980年代中期增至8輛，2002年重新招標時最低用車數目為7輛；由於客量偏低，此路線營運後期班次被不斷削減，停辦前運輸署資料顯示此路線用車為3輛，實際運作時僅使用1輛常用及1輛後備豐田Coaster石油氣小巴行走。
| 7號線用車列表 | 7號線用車列表   | 7號線用車列表 |
| ------------- | --------------- | ------------- |
| 車牌          | 型號            | 備註          |
| KN2587        | 豐田Coaster 5LS |               |
| KN3029        | 豐田Coaster 5LS |               |

## 行車路線
- 途經：偉景街、貴州街、土瓜灣道、馬頭圍道、機利士北路、新圍街、漆咸道北、漆咸道南、金馬倫道、加拿分道、彌敦道＊、梳士巴利道＊、科學館道＊、麼地道＊、＃（碧仙桃路、麼地道）漆咸道南、漆咸道北、馬頭圍道、浙江街、土瓜灣道、新碼頭街、九龍城碼頭公共運輸交匯處、土瓜灣道、新碼頭街及偉景街

（＃ 週一至五07:30-09:30及17:30-19:30由偉恒昌新邨開出之班次，改經碧仙桃路及麼地道，然後返回漆咸道南原有路線，不經註＊道路。）